# 布兰卡莱奥内
布兰卡莱奥内（義大利語：Brancaleone），是意大利雷焦卡拉布里亚省的一个市镇。总面积35平方公里，人口3787人，人口密度108.2人/平方公里（2009年）。ISTAT代码为080014。